# Papa Joan I
Joan I (Toscana, 470 –  Ravenna, 18 de maig de 526) va ser el 53è papa de l'Església Catòlica, que el venera com a sant i màrtir. El seu pontificat va durar des del 13 d'agost de 523 fins a la seva mort.

## Biografia
Toscà de naixement, segons algunes fonts era de Siena, tot i que segons altres, però, va néixer al castell de Serena, prop de Chiusdino (SI), era fill d'un tal Costanzo.
Mentre era diaca a Roma, se sap que Joan va ser partidari de l'antipapa Llorenç, ja que en un libel escrit al papa Símmac l'any 506, Joan va confessar el seu error en oposar-se a ell, va condemnar Pere d'Altinum i Llorenç i va demanar perdó a Símac. Aleshores seria el "Diaca Joan" que va signar l'acta (publicació eclesiàstica) del sínode romà de 499 i 502; el fet que l'església romana només tingués set diaques aleshores fa molt probable identificar-lo amb aquesta persona. També pot ser el "Diaca Joan" a qui Boeci, el filòsof del segle vi, va dedicar tres dels seus cinc tractats religiosos escrits entre 512 i 520.

### Elevació al papat
Ja molt vell i fràgil, va ser elevat a la dignitat de bisbe de Roma set dies després de la mort del papa Hormisdes, el 13 d'agost de 523. Com que el seu Bullarium només conté dues cartes adreçades respectivament a un tal arquebisbe Zacaries i als bisbes d'Itàlia i com que, molt probablement, totes dues són apòcrifes, no sabem res de la seva manera d'administrar. L'única informació que tenim, encara que molt vaga, fa referència al seu viatge a Constantinoble, viatge que sembla haver tingut resultats de gran importància històrica i que va ser la causa de la seva mort.
El Liber Pontificalis atribueix a Joan la reparació del cementiri dels màrtirs Nereu i Aquil·leu a la Via Ardeatina, el de Fèlix i Adaucte i el cementiri de Priscil·la.

### La qüestió arriana
L'any 523, l'emperador romà d'Orient Justí I, en el seu zel per l'ortodòxia cristiana, havia promulgat un sever edicte contra els arrians orientals, obligant-los, entre altres coses, a abjurar i a retornar als catòlics les esglésies que havien ocupat. Teodoric, rei dels ostrogots i d'Itàlia, defensor convençut de l'arrianisme, es va ressentir d'aquestes mesures dirigides contra els seus correligionaris, i es va mostrar tant més irritat com era ben conscient d'haver aplicat una política de tolerància absoluta cap als catòlics. També desconfiava de la política d'acostament iniciada per la Seu Apostòlica cap a la de Constantinoble, que sospitava que ocultava un pla destinat a la restauració de l'autoritat imperial a Itàlia.
Les sospites en aquest sentit no eren del tot infundades. De fet, fins a l'any 493, quan Teodoric va destituir i va matar Odoacre, el govern de les províncies italianes era de fet dels bisbes. Un cop assumit el poder, el rei gòtic va apartar les autoritats eclesiàstiques del govern del territori i les va substituir per un cos de funcionaris civils i militars; l'àrbitre de la situació italiana ja no era, doncs, el papa a través dels bisbes, sinó el rei a través dels seus comtes. És cert que, tot i que arrià, Teodoric havia concedit als catòlics la més àmplia llibertat de culte, però també és cert que va eximir els membres del clergat de totes les funcions incompatibles amb el seu ministeri, gravant-los i privant-los de moltes immunitats que tenien fins després ho va gaudir. L'Església no podia apreciar aquest tracte.
Per pressionar l'emperador i obligar-lo a moderar la seva política de repressió cap als arrians, a principis del 525 Teodoric li va enviar una ambaixada formada per eclesiàstics i senadors romans: Ecclesi, bisbe de Ravenna, Eusebi, bisbe de Fano, Sabinus, bisbe de Càpua, els senadors  Teodor, Importú i el patrici Agàpit Conti. Finalment, Teodoric va obligar el papa Joan, sota l'amenaça de represàlia contra els catòlics occidentals, a assumir la responsabilitat de l'ambaixada. Teodoric va obligar el pontífex a insistir perquè l'emperador retirés l'Edicte del 523 i (segons l'Anònim Valesià) a instar-lo a retornar els arrians que s'havien convertit al catolicisme a l'arrianisme.
S'han formulat moltes hipòtesis sobre el paper que va jugar Joan I en aquest afer. Les fonts que tenim per estudiar l'esdeveniment són poc explícites i es poden reduir a quatre: l'Anonymous Valesià, el Liber Pontificalis, l'obra de Gregori de Tours Liber in Gloria martyrum i el Liber Pontificalis Ecclesiae Ravennatis d'Andrea Agnello. No obstant això, el Papa només va poder utilitzar les arts de la diplomàcia cap a l'emperador Justí. Si hagués entrat en els mèrits de la polèmica teològica, de fet, només hauria pogut condemnar les tesis arrianes, segons les quals "hi va haver un temps en què el Fill no hi era"; i sobretot segurament no podia compartir la petició de Teodoric pel que fa al retorn a l'arrianisme dels conversos. Que aquesta anàlisi de la situació era correcta, ho demostra el tracte que va rebre el papa quan va arribar a Orient: una acollida que certament no hauria estat tan sumptuosa si els ambaixadors romans s'haguessin oposat a la lluita empresa per l'emperador contra els arrians. Per tal de veure Joan I, els habitants de Constantinoble es van reunir als carrers en gran nombre. Justinià, per retre-li homenatge, es va prosternar quan el va conèixer i, poc després, va ser coronat pel Papa. Tots els patriarques orientals competien per demostrar la seva comunió de fe amb el pontífex; només Timoteu IV d'Alexandria, que ja s'havia mostrat hostil al Concili de Calcedònia, va mantenir la distància. Finalment, el papa, exercint el seu dret de preferència sobre Epifani, patriarca de Constantinoble, oficià solemnement la missa de Pasqua seguint el ritu llatí a Santa Sofia (19 d'abril de 526). Immediatament després va tornar a Roma.
Si la recepció de Joan I per part de l'emperador, el clergat i els fidels d'Orient demostrà que el seu paper com a pastor suprem de l'Església va ser plenament reconegut, el sentiment fortament molest que Teodoric va mostrar al retorn del Papa és una prova igualment evident que el fet que el rei ostrogot considerava al pontífex un adversari, si no un enemic. El monarca, enfurismat en veure com la facció nacionalista recuperava força a Itàlia, acabava de tacar-se les mans amb la sang de Boeci, el gran filòsof, i del seu sogre Símmac, dues de les figures més destacades del Senat. El rei també estava exasperat amb el papa, l'ambaixada del qual havia aconseguit un resultat molt diferent del que desitjava, i que sospitava que afavoria els defensors de l'antiga llibertat de Roma.
De fet, tan bon punt Joan, tornat d'Orient, va desembarcar a Itàlia, Teodoric el va fer arrestar i empresonar a Ravenna. Esgotat per les penúries del viatge i sotmès a greus privacions, el papa va morir poc després a la presó. Segons la tradició, va morir el 18 de maig de 526. El seu cos quatre anys més tard va ser traslladat a Roma i enterrat sota el terra de la Basílica de Sant Pere. En el seu epitafi no hi ha al·lusions al seu paper històric.

## Culte

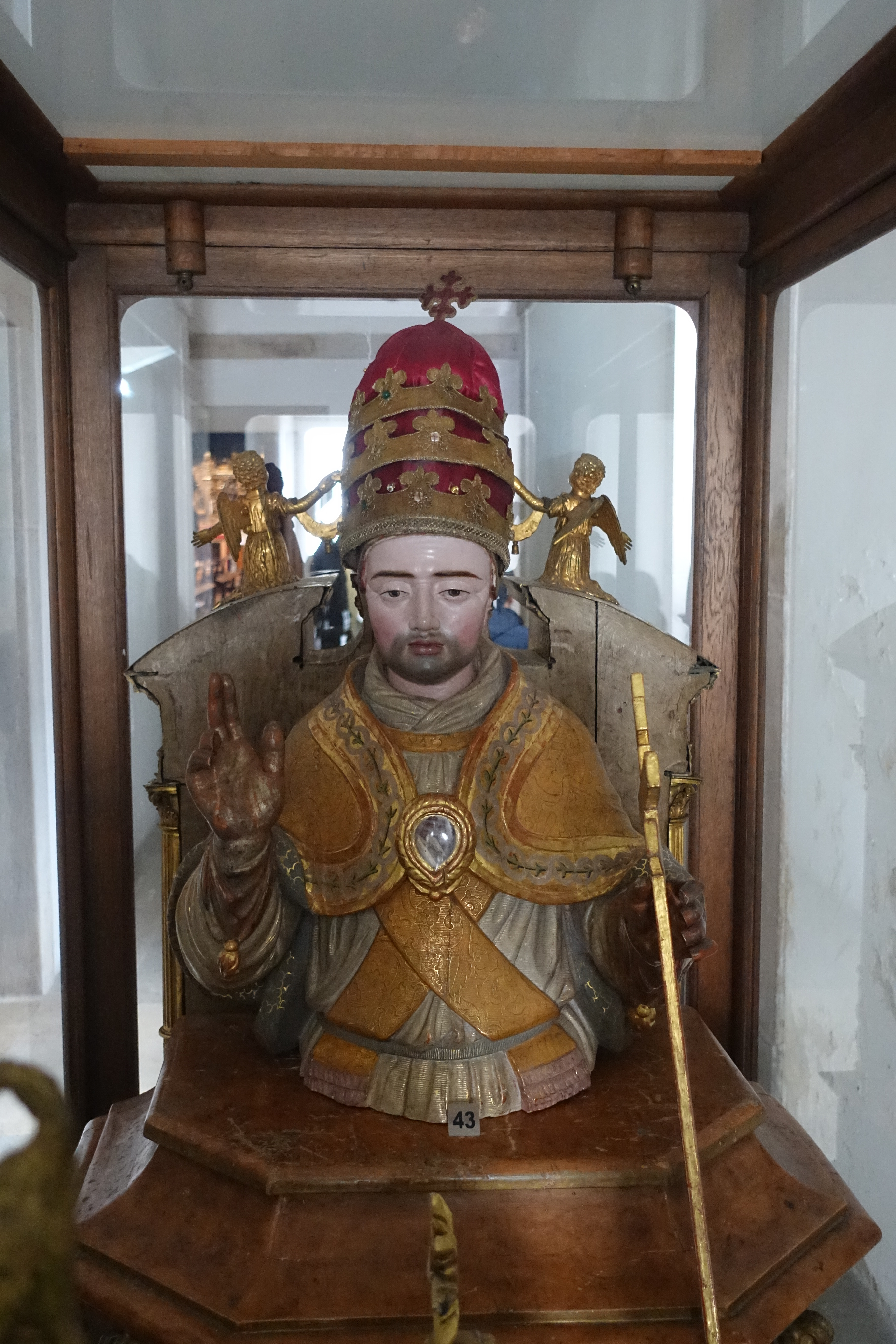
Bust relicari a la Sé Nova de Coimbra

L'Església llatina el compta entre els seus màrtirs i el commemora el 18 de maig; el Martirologi romà anterior a l'edició de 2001 recordava la traducció del seu cos al 27 de maig. És venerat tant a Ravenna com a la Toscana.
A la iconografia, Joan I és representat com un home que mira des de les reixes de la presó, o empresonat amb un diaca i un sotsdiaca.
Del Martirologi romà:
| « | 18 de maig - Sant Joan I, papa i màrtir, que, enviat pel rei arrià Teodoric a Constantinoble a l'emperador Justí, fou el primer dels pontífexs romans a celebrar el sacrifici pasqual en aquella Església; tornat d'allà, fou detingut vergonyosament i llençat a la presó pel mateix Teodoric, caient víctima de Crist Senyor a Ravenna. | » |

No és segur si l'església de Sant Joan que existia una vegada a Chiusdino, que alguns historiadors creien com el seu lloc de naixement, i destruïda durant la guerra de Siena, el 1555 , va ser dedicada a ell més que a Joan Baptista.